# Финтинеле (комуна, Телеорман)
Финтинеле (рум. Fântânele) — комуна у повіті Телеорман в Румунії. До складу комуни входить єдине село Финтинеле.
Комуна розташована на відстані 102 км на південний захід від Бухареста, 27 км на південь від Александрії, 135 км на південний схід від Крайови.

## Населення
У 2009 року у комуні проживали 1916 осіб.

## Зовнішні посилання
- Дані про комуну Финтинеле на сайті Ghidul Primăriilor